# Dornach (Solothurn)
Dornach és un municipi del cantó de Solothurn (Suïssa), cap del districte de Dorneck.